# Enlil

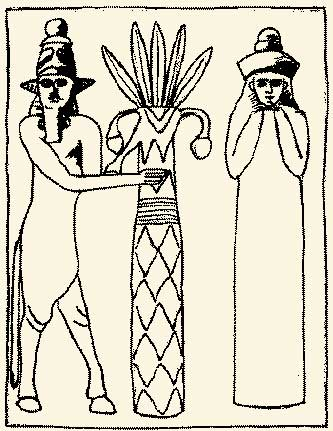
Enlil och Ninlil.

Enlil sumerisk gud vars tempel låg i staden Nippur. Hans namn (sum. en-líl) har av sumerologen Thorkild Jacobsen tolkats som "Herren Vind". Ursprungligen skrevs dock Enlils namn en-é, vilket betyder "husets herre".[källa behövs] Enlil var kungen i den sumeriska och gammalbabylonisks gudavärlden. Han var bror till Enki och hans far var Anu. Hans ställning togs så småningom över av Marduk under medelbabylonisk tid.[källa behövs] Enlil var den gud som testade Abrahams lydnad genom att be honom offra Abrahams son Isaac, samma förlopp som återfinns i gamla testamentet.